# Championnat de Hong Kong de football 1964-1965
Navigation
Saison précédente Saison suivante
La saison 1964-1965 du Championnat de Hong Kong de football est la vingtième édition de la première division à Hong Kong, la First Division League. Elle regroupe, sous forme d'une poule unique, les douze meilleures équipes du pays qui se rencontrent deux fois, à domicile et à l'extérieur. En fin de saison, le dernier du classement est relégué et remplacé par le meilleur club de Second Division League, la deuxième division hongkongaise. 
C'est le club de Happy Valley AA qui remporte le championnat cette saison après avoir terminé en tête du classement final, avec deux points d'avance sur South China AA et onze sur un duo composé d'un des clubs promus, Sing Tao SC et de Hong Kong Police FC. C'est le tout premier titre de champion de Hong Kong de l'histoire du club.

## Clubs participants
- Kitchee SC
- Kowloon Motor Bus FC
- South China AA
- Eastern AA
- Tung Wah FC
- Tung Sing FC - Promu de D2
- Sing Tao SC - Promu de D2
- Yuen Long SA
- Kwong Wah AA
- Army XI
- Hong Kong Police FC
- Happy Valley AA

## Compétition
Le barème de points servant à établir les classements se décompose ainsi :
- Victoire : 2 points
- Match nul : 1 point
- Défaite : 0 point

### Classement
| Rang | Équipe               | Pts | J  | G  | N | P  | Bp | Bc | Diff |
| ---- | -------------------- | --- | -- | -- | - | -- | -- | -- | ---- |
| 1    | Happy Valley AA      | 35  | 22 | 17 | 1 | 4  | 59 | 33 | +26  |
| 2    | South China AA       | 33  | 22 | 14 | 5 | 3  | 68 | 35 | +33  |
| 3    | Sing Tao SCP         | 24  | 22 | 11 | 2 | 9  | 67 | 47 | +20  |
| 4    | Hong Kong Police FC  | 24  | 22 | 10 | 4 | 8  | 42 | 38 | +4   |
| 5    | Kowloon Motor Bus FC | 23  | 22 | 9  | 5 | 8  | 41 | 38 | +3   |
| 6    | Yuen Long SA         | 22  | 22 | 10 | 2 | 10 | 51 | 48 | +3   |
| 7    | Tung Wah FC          | 22  | 22 | 10 | 2 | 10 | 39 | 37 | +2   |
| 8    | Eastern AA           | 21  | 22 | 7  | 7 | 8  | 37 | 37 | 0    |
| 9    | Kitchee SCT          | 21  | 22 | 8  | 5 | 9  | 36 | 45 | -9   |
| 10   | Kwong Wah AA         | 20  | 22 | 8  | 4 | 10 | 40 | 47 | -7   |
| 11   | Tung Sing FCP        | 18  | 22 | 7  | 4 | 11 | 40 | 50 | -10  |
| 12   | Army XI              | 1   | 22 | 0  | 1 | 21 | 26 | 91 | -65  |

|  | Champion de Hong Kong 1965              |
|  | Relégation directe en deuxième division |
|  | T : Tenant du titre P : Promu de D2     |

## Bilan de la saison
| Championnat de Hong Kong de football 1964-1965 |                             |
| Champion                                       | Happy Valley AA (1er titre) |
| Coupes et trophées                             |                             |
| Vainqueur de la Coupe de Hong Kong 1964-1965   | Non disputée                |
| Promotions et relégations                      |                             |
| Promus en First Division League                | Hong Kong Rangers           |
| Relégués en Second Division League             | Army XI                     |